# Torneo de Adelaida 2024
El Adelaide International 2024 fue un evento de tenis de la ATP 250 y de la WTA 500, que se disputó en Adelaida (Australia) en el complejo Memorial Drive Center y en cancha dura al aire libre, siendo parte de una serie de eventos que hicieron de antesala al Abierto de Australia, desde el 8 hasta el 13 de enero de 2024.

## Distribución de puntos
| Modalidad            | Campeón | Finalista | Semifinales | Cuartos de final | 2ª ronda | 1ª ronda | Clasificados | 2ª ronda de clasificación | 1ª ronda de clasificación |
| Individual masculino | 250     | 165       | 100         | 50               | 25       | 0        | 13           | 7                         | 0                         |
| Dobles masculino     | 250     | 150       | 90          | 45               | 20       | 0        | -            | -                         | -                         |

| Modalidad           | Campeona | Finalista | Semifinales | Cuartos de final | 2ª ronda | 1ª ronda | Clasificadas | 3ª ronda de clasificación | 2ª ronda de clasificación | 1ª ronda de clasificación |
| Individual femenino | 470      | 305       | 185         | 100              | 55       | 1        | 25           | 18                        | 13                        | 1                         |
| Dobles femenino     | 470      | 305       | 185         | 100              | -        | 1        | -            | -                         | -                         | -                         |

## Cabezas de serie

### Individual masculino
| Tenista                 | Ranking | Preclasificado |
| Tommy Paul              | 13      | 1              |
| Nicolás Jarry           | 19      | 2              |
| Sebastian Korda         | 24      | 3              |
| Lorenzo Musetti         | 27      | 4              |
| Sebastián Báez          | 28      | 5              |
| Tomás Martín Etcheverry | 30      | 6              |
| Jiří Lehečka            | 31      | 7              |
| Aleksandr Búblik        | 32      | 8              |

- Ranking del 1 de enero de 2024.[3]

### Dobles masculino
| Tenista                              | Ranking | Preclasificado |
| Ivan Dodig Austin Krajicek           | 3       | 1              |
| Rohan Bopanna Matthew Ebden          | 7       | 2              |
| Rajeev Ram Joe Salisbury             | 13      | 3              |
| Santiago González Neal Skupski       | 20      | 4              |
| Hugo Nys Jan Zieliński               | 35      | 5              |
| Kevin Krawietz Tim Puetz             | 45      | 6              |
| Lloyd Glasspool Jean-Julien Rojer    | 49      | 7              |
| Nicolas Mahut Édouard Roger-Vasselin | 50      | 8              |

### Individual femenino
| Tenista              | Ranking | Preclasificado |
| Elena Rybakina       | 4       | 1              |
| Jessica Pegula       | 5       | 2              |
| Markéta Vondroušová  | 7       | 3              |
| Barbora Krejčíková   | 10      | 4              |
| Beatriz Haddad Maia  | 11      | 5              |
| Jeļena Ostapenko     | 12      | 6              |
| Liudmila Samsónova   | 15      | 7              |
| Veronika Kudermétova | 16      | 8              |

- Ranking del 1 de enero de 2024.[4]

### Dobles femenino
| Tenista                             | Ranking | Preclasificada |
| Barbora Krejčíková Laura Siegemund  | 18      | 1              |
| Gabriela Dabrowski Erin Routliffe   | 19      | 2              |
| Beatriz Haddad Maia Taylor Townsend | 31      | 3              |
| Nicole Melichar Ellen Perez         | 32      | 4              |

## Campeones

### Individual masculino
Jiří Lehečka venció a  Jack Draper por 4-6, 6-4, 6-3

### Individual femenino
Jeļena Ostapenko venció a  Daria Kasátkina por 6-3, 6-2

### Dobles masculino
Rajeev Ram /  Joe Salisbury vencieron a  Rohan Bopanna /  Matthew Ebden por 7-5, 5-7, [11-9]

### Dobles femenino
Beatriz Haddad Maia /  Taylor Townsend vencieron a  Caroline Garcia /  Kristina Mladenovic por 7-5, 6-3